# Oliinîkî, Novi Sanjarî
Oliinîkî (în ucraineană Олійники) este un sat în comuna Malîi Kobeleaciok din raionul Novi Sanjarî, regiunea Poltava, Ucraina.

## Demografie
Componența lingvistică a localității Oliinîkî
     Ucraineană (100%)
Conform recensământului din 2001, toată populația localității Oliinîkî era vorbitoare de ucraineană (100%).